# Campionati italiani di sci alpino 1992
Ai Campionati italiani di sci alpino 1992 furono assegnati i titoli di discesa libera, supergigante, slalom gigante, slalom speciale e combinata, sia maschili sia femminili.

## Risultati

### Uomini

#### Discesa libera
| Pos. | Atleta           | Nazione |
| ---- | ---------------- | ------- |
| 1    | Pietro Vitalini  | Italia  |
| 2    | Michael Mair     | Italia  |
| 3    | Kristian Ghedina | Italia  |

#### Supergigante
| Pos. | Atleta               | Nazione |
| ---- | -------------------- | ------- |
| 1    | Alberto Senigagliesi | Italia  |
| 2    | Luigi Colturi        | Italia  |
| 3    | Heinz Holzer         | Italia  |

#### Slalom gigante
| Pos. | Atleta               | Nazione |
| ---- | -------------------- | ------- |
| 1    | Alberto Tomba        | Italia  |
| 2    | Luca Pesando         | Italia  |
| 3    | Alberto Senigagliesi | Italia  |

#### Slalom speciale
| Pos. | Atleta                 | Nazione |
| ---- | ---------------------- | ------- |
| 1    | Fabrizio Tescari       | Italia  |
| 2    | Carlo Gerosa           | Italia  |
| 3    | Konrad Kurt Ladstätter | Italia  |

#### Combinata
| Pos. | Atleta             | Nazione |
| ---- | ------------------ | ------- |
| 1    | Gianfranco Martin  | Italia  |
| 2    | Roger Pramotton    | Italia  |
| 3    | Alessandro Fattori | Italia  |

### Donne

#### Discesa libera
| Pos. | Atleta         | Nazione |
| ---- | -------------- | ------- |
| 1    | Barbara Merlin | Italia  |
| 2    | Isolde Kostner | Italia  |
| 3    | Marica Favé    | Italia  |

#### Supergigante
| Pos. | Atleta          | Nazione |
| ---- | --------------- | ------- |
| 1    | Isolde Kostner  | Italia  |
| 2    | Morena Gallizio | Italia  |
| 3    | Bibiana Perez   | Italia  |

#### Slalom gigante
| Pos. | Atleta           | Nazione |
| ---- | ---------------- | ------- |
| 1    | Sabina Panzanini | Italia  |
| 2    | Barbara Merlin   | Italia  |
| 3    | Simona Novara    | Italia  |

#### Slalom speciale
| Pos. | Atleta           | Nazione |
| ---- | ---------------- | ------- |
| 1    | Roberta Serra    | Italia  |
| 2    | Sabina Panzanini | Italia  |
| 3    | Lara Magoni      | Italia  |

#### Combinata
| Pos. | Atleta          | Nazione |
| ---- | --------------- | ------- |
| 1    | Barbara Merlin  | Italia  |
| 2    | Morena Gallizio | Italia  |
| 3    | Isolde Kostner  | Italia  |